# Bacalhau com todos
 (mars 2023).
La bacalhau com todos (qui signifie littéralement « morue à base de tout » en portugais) est une recette de bacalhau courante dans la cuisine portugaise. Elle se compose de morue bouillie, de légumes bouillis (comme des pommes de terre, des carottes et du chou) et d'un œuf dur. Il est servi assaisonné d'huile d'olive infusée à l'ail et, selon le goût, également de vinaigre de vin blanc.
Le bacalhau com todos est traditionnellement servi lors du dîner de la veille de Noël, la Consoada.